# Sabrina Buchholz
Sabrina Buchholz (5 marzo 1980) è un'ex biatleta tedesca.

## Biografia
In Coppa del Mondo esordì il 1º dicembre 2000 a Hochfilzen/Anterselva (9ª) e ottenne la prima vittoria, nonché primo podio, il 16 dicembre 2007 a Pokljuka.
In carriera prese parte a due edizioni dei Campionati mondiali, vincendo una medaglia.

## Palmarès

### Mondiali
- 1 medaglia:
  - 1 oro (staffetta mista[1] a Östersund 2008)

### Mondiali juniores
- 4 medaglie:
  - 3 ori (sprint, inseguimento, staffetta a Hochfilzen 2000)
  - 1 argento (individuale a Hochfilzen 2000)

### Coppa del Mondo
- Miglior piazzamento in classifica generale: 18ª nel 2008
- 5 podi (tutti a squadre), oltre a quello conquistato in sede iridata e valido anche ai fini della Coppa del Mondo:
  - 3 vittorie
  - 1 secondo posto
  - 1 terzo posto

#### Coppa del Mondo - vittorie
| Data             | Località   | Nazione  | Specialità                                                |
| ---------------- | ---------- | -------- | --------------------------------------------------------- |
| 16 dicembre 2007 | Pokljuka   | Slovenia | RL (con Martina Beck, Magdalena Neuner e Andrea Henkel)   |
| 9 gennaio 2008   | Ruhpolding | Germania | RL (con Kathrin Hitzer, Magdalena Neuner e Kati Wilhelm)  |
| 11 dicembre 2010 | Hochfilzen | Austria  | RL (con Kathrin Hitzer, Magdalena Neuner e Andrea Henkel) |

Legenda:

RL = staffetta